# Hapoel Giv'atayim
L' Hapoel Giv'atayim è una società cestistica avente sede a Giv'atayim, in Israele.